# Еліс Мернер Агогіно
Еліс Мернер Агогіно (нар. 1952) — американський інженер-механік, відома своєю діяльністю із залучення жінок до інженерії та досліджень штучного інтелекту, автоматизованого проєктування, інтелектуальних систем навчання та бездротових сенсорних мереж.
У 1997 році Агогіно було обрано членом Національної інженерної академії США для застосування штучного інтелекту та реформування інженерної освіти.

## Походження та навчання
Еліс Агогіно навчалася в Університеті Нью-Мексико, де здобула освітній ступінь бакалавра машинобудування в 1975 році. Через три роки вона здобула освітній ступінь магістра в Каліфорнійському університеті в Берклі. Її докторська дисертація стосувалася інженерних та економічних систем і вона була захищена в Стенфордському університеті. Там вона здобула освітньо-науковий ступінь доктора філософії в 1984 році.

## Кар'єра та дослідження
Агогіно почала свою кар'єру, ще будучи студенткою, працюючи інженером проєкту в Dow Chemical у 1972–1973 роках. Навчаючись у магістратурі та протягом першого року докторантури, вона працювала інженером-механіком та системним спеціалістом у General Electric. У 1979 році Еліс Мернер Агогіно заснувала власну компанію Agogino Engineering, яка існує досі. У 1980 році Агогіно пропрацювала рік системним аналітиком у SRI. У 1980–1981 роках вона керувала програмою «Жінки в інженерії» Університету Санта-Клари. У 1984 році Агогіно була призначена на посаду доцента кафедри машинобудування в Каліфорнійському університеті Берклі, а пізніше була призначена професором кафедри машинобудування Роско та Елізабет Г'юз в університеті.
З 1995–1999 рік Еліс Мернер Агогіно обійняла посаду заступника декана Інженерного коледжу Берклі, а з 1999 по 2001 рік вона була директором його навчально-технологічної програми, яка фінансувалася Національним науковим фондом для роботи з Synthesis: програмою, яка заохочує здобуття інженерної освіти на освітньому рівні бакалаврату. Вона працювала в професійних комітетах Національного наукового фонду, Національної дослідницької ради та Національної інженерної академії. Її нинішні дослідження зосереджені на стійких технологіях і штучному інтелекті / робототехніці на благо. У 2017 році Еліс Мернер Агогіно стала співзасновником Squishy Robotics, Inc. та посіла посаду генерального директора.

## Відзнаки та нагороди
Агогіно обрана членом кількох наукових товариств, зокрема Національної інженерної академії США (1997), Американської асоціації сприяння розвитку науки, Європейської академії наук, Асоціації жінок у науці та Американського товариства інженерів-механіків. Вона є членом Товариства жінок-інженерів та Інституту інженерів з електротехніки та електроніки.
Також учена отримала ряд нагород:
- Президентська нагорода молодого дослідника, NSF (1985) [7]
- Молодий інженер року, Товариство інженерів-виробників (1987)
- Нагорода Директора для видатних викладачів, NSF (2004)
- Нагорода Канцлера за підвищення інституційної досконалості, Берклі (2006)
- Професор року, Pi Tau Sigma Berkeley (2011)
- Нагорода за довічне наставництво, AAAS (2012–2013) [10]
- Президентська нагорода за досягнення в наставництві в галузі науки, математики та інженерії (2018) [11]
- Премія Athena за академічне лідерство 2020 року. Нагорода була вручена 6 березня 2020 року на симпозіумі Reimagining Cybersecurity for All у Берклі.